# Симович, Игорь Романович
Игорь Романович Симович (укр. Ігор Романович Сімович, серб. Igor Simović; 1941 — 2020) — украинский дирижёр черногорского происхождения. Сын композитора Романа Симовича, отец скрипача Романа Симовича.

## Биография
Окончил Львовскую консерваторию по классу скрипки Вадима Стеценко, там же изучал дирижирование. Затем учился в аспирантуре Московской консерватории у Лео Гинзбурга. Начал дирижёрскую карьеру с Симфоническим оркестром Львовской филармонии, в 1966 году удостоен диплома на Всесоюзном конкурсе дирижёров. В 1967 и 1970 гг. гастролировал в Ленинграде.
В 1972—1975 гг. главный дирижёр Симфонического оркестра Одесской филармонии. Затем работал в Кемерово, где на протяжении двух лет занимался комплектованием нового музыкального коллектива — Симфонического оркестра Кузбасса и затем до 1984 года был его главным дирижёром.
В 1991 году эмигрировал в Черногорию. Вместе с женой, певицей Ларисой Дашич, преподавал в Музыкальной академии в составе Университета Черногории. Дирижировал Черногорским симфоническим оркестром, в том числе при концертных выступлениях своего сына.
Известна концертная запись фортепианного концерта Дезидерия Задора в исполнении автора с оркестром Львовской филармонии под управлением Симовича.